# تصلب جلدي شحمي
التصلّب الجلدي الشحمي
هناك دلائل متزايدة عن أن مصطلح التهاب السبلة الشحمية يتضمّن كل من التصلّب الجلدي الشحمي Lipodermatosclerosis والتهاب السبلة الشحمية الجلدي الصلابي hypodermatitis sclerodermatoformis, وربما تعبّر عن مراحل مختلفة.
استخدم مصطلح LDS لوصف تأثير القصور الوريدي المزمن CVI على الجلد. 

## الآلية الإمراضية
قد تكون آليته الإمراضية متعدّدة العوامل, لكنّها تبدأ عموماً بزيادة الضغط الوريدي الجوّال ambulatory الذي لايهجع على الجهد. إن مفاهيم التي كانت تقول بوجود إعاقة (انسداد فيزيائي) لنقل الأكسيجن من خلال أكمام الفبرين حول الشعيرات, بطء جريان الدم في الشعيرات, احتجاز الخلايا البيض وتفعيلها والشعيرات الدموية المتعرّجة جداً, كلّها قد تمّ استبدالها بحقيقة أن هذه التغيّرات قد تعزى لتداخلات معقّدة جداً ضمن وحول الخلايا البطانية, تتضمّن عدداً كبيراً من السايتوكينات وعوامل النمو بالإضافة إلى الـMMPs. ولاتزل الآلية الإمراضية غير واضحة إلى الآن. كما ولاتترافق كل الحالات بشكل واضح مع الـCVI. لقد افُترض أن هناك تداخلاً في الآلية الإمراضية للـLDS مع تلك المشاهدة في التهاب الصفاق بالحمضات, كما قد يكون لالتهاب الهلل الإنتاني دورٌ في مفاقمة الـLDS.
نسيجياً, هناك مشاركة بين التنخّر الشحمي والتهاب السبلة الفصّي, مايقود في النهاية إلى ثخانة فبرينية في الصفاق والحواجز الليفية في الطبقة تحت الجلد. قد تشاهد أيضاً التغيّرات الغشائية الشحمية.
المرضى عادةً نساء في منتصف العمر مع BMI عالِ..
تتطوّر الآفات بشكل تدريجي على شكل لويحات جاسئة محدّدة الحواف جيّداً حول الأطراف السفلية, وليست دائماً على الوجه الأنسي للساق. 

## سريرياً
في الـLDS الحاد, تكون اللويحات حمامية, مؤلمة وممضّة, تقلّد التهاب الهلل. في النمط المزمن, والأشيع, من الـLDS, تكون اللويحات الجاسئة بلون الجلد, مع تصبّغات هيموسيدرينية, تؤدّي في النهاية إلى تضيّق فيبريني أسفل الساق. 
العلاج القياسي هو بتقليل الوزن, رفع الطرفين واستخدام الجوارب الضاغطة, لكن قد لايتم تحمّل هذه الجوارب في المرض الحاد. 

## العلاج
ذكرت فعّإليه الـStanozol (2.5-10 مغ/يوم) في كل من المرض الحاد والمراحل المزمنة. والستانوزول هذا هو ستيروئيد بنائي قوي مع فعّإليه قليلة مرجّلة virilizing. له فعّإليه مماثلة للدانازول في علاج الوذمة الوعائية العرقية الوراثية وبتأثيرات جانبية مماثلة, لكنّه أرخص بشكل واضح. أضف إلى ذلك, له خصائص واضحة حالّة للفبرين, وقد تمّ استخدامه في تدبير الـLDS وتأثيراته الجانبية مماثلة للدانازول (عدا التأثيرات المسببة للاسترجال, قد يسبب سمية كبدية, ينبغي إجراء الـLFTs قبل العلاج وشهرياً بعد البدء به). 
ذكر أن الكابسايسين الموضعي مفيد في المرحلة الحادّة.